# Hans Sachs

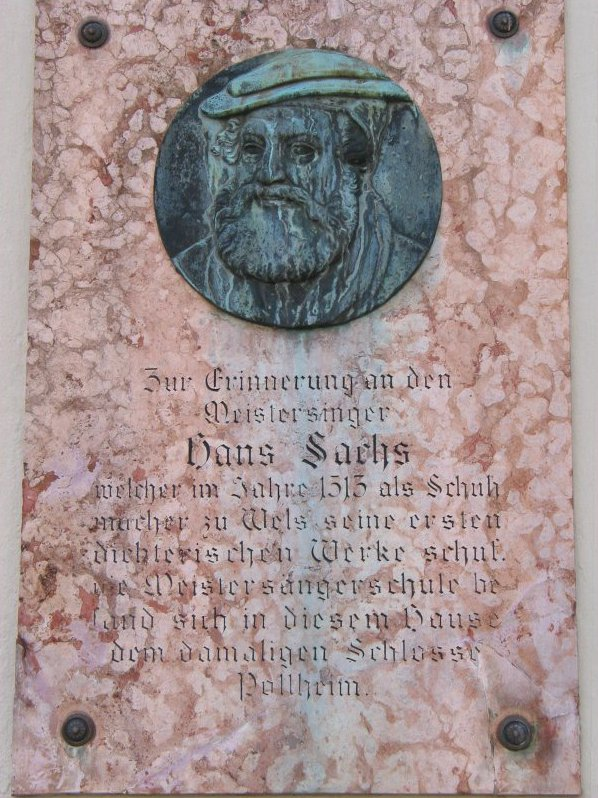
Pamětní deska v rakouském Welsu

Hans Sachs (5. listopadu 1494, Norimberk – 19. ledna 1576) byl německý meistersinger, básník, dramatik, původním povoláním obuvník.

## Biografie
Hans Sachs se narodil 5. listopadu 1494 do rodiny krejčovského mistra Jörga Sachse. V rodném Norimberku nejdříve navštěvoval latinskou školu, roku 1509 pak vstoupil do učení k obuvnickému mistrovi. Po vyučení roku 1511 se na pět let „vydal do světa“, jak tomu tehdy bylo u tovaryšů zvykem (tzv. Wanderjahre). Během vandru se mj. dostal na dvůr císaře Maxmiliána I. v Innsbrucku, což patrně výrazně ovlivnilo jeho rozhodnutí stát se meistersingerem. V Mnichově kvůli tomu vstoupil do učení k Lienhardu Nunnenbeckovi, tkalci ložního prádla. V roce 1516 se definitivně usadil v Norimberku a zůstal ve městě až do konce života.
1. září 1519 se oženil s Kunigunde Creutzerovou (1502 – 1560). Po její smrti se 2. září 1561 oženil znovu s mladou vdovou Barbarou Harscherovou. Z prvního manželství měl pět dcer a dva syny, ale všichni zemřeli dříve než Sachs. S druhou manželkou přišlo do domu šest dětí.
Velmi záhy po zveřejnění Lutherových tezí (1517) vyjádřil Sachs sympatie s kázáním a učením německého reformátora, jehož podpořil též v některých svých spisech, např. v básni Wittenberský slavík (Die Wittembergisch Nachtigall) z roku 1523.

## České překlady
- Šprýmy a masopustní hry. Přeložil Jan Kamenář. Praha: V. Petr, 1927. 166 s.
- Setkání s Hansem Sachsem: 3 frašky s průvodním slovem. Přeložila Alice Valentová, verše Jiří Aplt Praha: ČDLJ, 1953. 23 s.
(2. vydání Dilia, 1956; dotisk Dilia 1975.)
- Masopustní hry a šprýmy. Praha: Státní nakladatelství krásné literatury, hudby a umění, 1957. 289 s.
- Aktovky. Překlad Alice Valentová a Jiří Aplt. Praha: Dilia, 1964. 89 s.
- Blázni v lázni: výbor z básní. Přeložil Ivan Wernisch. Praha: Odeon, 1976. 114 s.
(Nové vydání → Praha: Vyšehrad, 2001. 80 s. ISBN 80-7021-426-0.)
- Masopustní šprýmy. Překlad Rudolf Mertlík. Praha: Dilia, 1992. 52 s. ISBN 80-203-0279-4.

## Umělecká díla o něm

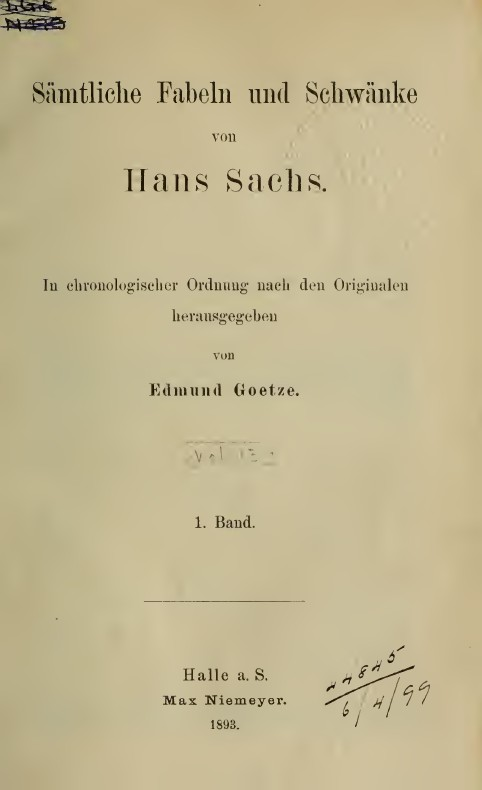
Sämtliche Fabeln und Schwänke, 1 (1893)

- Mistři pěvci norimberští – opera od Richarda Wagnera, kde je zobrazen jako moudrý učenec, který ztělesňuje ideální buržoazní hodnoty – respektuje čestnou práci a cílevědomost
- Hans Sachs – opera od Alberta Lortzinga
- Goethova báseň Hans Sachsens poetische Sendung